# Costa de Araujo
Pour les articles homonymes, voir Araújo (homonymie) et Costa.
Costa de Araujo est une localité rurale argentine située dans le département de Lavalle, province de Mendoza.

## Économie et infrastructures
Elle dispose d'un centre de santé couvrant une large zone mais peu d'infrastructures.
Les principales activités économiques sont l'agriculture, la viticulture et l'horticulture, Costa de Araujo étant le principal producteur de vin artisanal du département de Lavalle. Dans les années 1990, une usine de concentration de pâte à papier et une entreprise de 1 200 ha de vin irrigués avec de l'eau de forage ont été créées.

## Religion
| Archidiocèse | Mendoza                   |
| ------------ | ------------------------- |
| Paroisse     | Nuestra Señora del Carmen |